# Tour de San Luis
El Tour de San Luis fue una carrera de ciclismo en ruta profesional que se disputó anualmente en el mes de enero en la provincia de San Luis, en Argentina, desde 2007 a 2016. Actualmente el evento se encuentra cancelado.
Las dos primeras ediciones fueron de categoría 2.2 y de 5 etapas (una de ellas contrarreloj). En 2009 subió a categoría 2.1 y se añadieron 2 etapas más, para un total de 7 etapas, manteniéndose una única etapa contrarreloj.
Durante los años que fue categoría 2.1, en América Latina fue la competencia de categoría internacional más alta, compartiendo esta categoría durante un año (2009) con la Vuelta a Chihuahua pero tras la recalificación de esta como un evento nacional, el Tour de San Luis quedó como la única carrera 2.1 de América Latina.
En el calendario ciclista internacional de la UCI, era una de las pruebas del UCI America Tour, y dentro de ellas una de las cuatro argentinas que se han incluido en el mismo, junto al Giro del Sol San Juan (solo en 2009), la Vuelta Ciclística de la Provincia de Buenos Aires (carrera que nunca se llegó a disputar) y la Vuelta a San Juan (desde 2017).
En los últimos años en que se disputó, el Tour de San Luis se convirtió en el comienzo de temporada varios equipos UCI ProTeam y de varias figuras del pelotón internacional. Coincidía en fechas con el Tour Down Under (primera carrera del UCI WorldTour a la que están obligados a participar), pero al ser ésta una carrera más propicia para esprínteres, muchos de los equipos optaban por mandar un equipo a San Luis con otro tipo de ciclistas. Es así que ciclistas como Alberto Contador, Vincenzo Nibali, Joaquim Rodríguez, Ivan Basso, Nairo Quintana, Tom Boonen o Tejay Van Garderen tomaron parte de la carrera. De solo 2 UCI ProTeams en las primeras ediciones se llegó a 12 equipos (de 18) en 2014.
Desde su primera edición dos etapas finalizaban en alto, en el Mirador del Potrero y en el Mirador del Sol. En 2014 se sumó otra llegada en alto en el Cerro Amago y en 2015 la subida al Mirador del Sol se extendió hasta el filo de la Sierra de Comechingones.
Para el año 2017, la carrera que desde hacía varios años inauguraba el calendario profesional en el mes de enero, no pudo celebrarse dada la falta de presupuesto, y finalmente fue cancelada. El relevo, en cierta forma, lo tomó la Vuelta a San Juan, una histórica carrera de la provincia del mismo nombre, que después de más de 30 ediciones pasó de amateur a categoría 2.1.

## Palmarés masculino
| Año  | Ganador         | Segundo            | Tercero           |
| ---- | --------------- | ------------------ | ----------------- |
| 2007 | Jorge Giacinti  | Fernando Antogna   | Paco Mancebo      |
| 2008 | Martín Garrido  | Gerardo Fernández  | Jorge Giacinti    |
| 2009 | Alfredo Lucero  | Jorge Giacinti     | José Serpa        |
| 2010 | Vincenzo Nibali | José Serpa         | Rafa Valls        |
| 2011 | Marco Arriagada | José Serpa         | Josué Moyano      |
| 2012 | Levi Leipheimer | Daniel Díaz        | Stefan Schumacher |
| 2013 | Daniel Díaz     | Tejay van Garderen | Alex Diniz        |
| 2014 | Nairo Quintana  | Phillip Gaimon     | Sergio Godoy      |
| 2015 | Daniel Díaz     | Rodolfo Torres     | Nairo Quintana    |
| 2016 | Dayer Quintana  | Eduardo Sepúlveda  | Nairo Quintana    |

Nota: En el Tour de San Luis 2012 en principio el segundo fue el ciclista Alberto Contador pero fue descalificado por dopaje (ver Caso Contador)

## Palmarés por países
| País           | Victorias |
| -------------- | --------- |
| Argentina      | 5         |
| Colombia       | 2         |
| Estados Unidos | 1         |
| Italia         | 1         |
| Chile          | 1         |

## Otras clasificaciones
| Año  | Montaña              | Puntos                | Sub-23             | Equipos              |
| ---- | -------------------- | --------------------- | ------------------ | -------------------- |
| 2007 | Alejandro Borrajo    | Mauro Richeze         | Federico Pagani    | Relax-GAM            |
| 2008 | Carlos José Ochoa    | Mauro Richeze         | Magno Nazaret      | San Luis             |
| 2009 | Xavier Tondo         | Lucas Sebastián Haedo | Ignacio Pereyra    | Selección Argentina  |
| 2010 | Rafael Valls         | Walter Pérez          | Josué Moyano       | Androni Giocattoli   |
| 2011 | Antonio Piedra       | Luis Mansilla         | Josué Moyano       | Selección Argentina  |
| 2012 | Miguel Ángel Rubiano | Edwin Ávila           | Gabriel Juárez     | Androni Giocattoli   |
| 2013 | Emmanuel Guevara     | Leandro Messineo      | Ariel Sívori       | BMC Racing           |
| 2014 | Nairo Quintana       | Julián Gaday          | Adam Yates         | San Luis Somos Todos |
| 2015 | Rodolfo Torres       | Juan Esteban Arango   | Rodrigo Contreras  | Colombia             |
| 2016 | Eduardo Sepúlveda    | Emmanuel Guevara      | Miguel Ángel López | Movistar             |

## Tour Femenino de San Luis
Desde 2014, una versión femenina para el Tour de San Luis con el nombre oficial de Tour Femenino de San Luis se realizó los días previos a la carrera masculina, contando con 6 etapas e inscrita ante la UCI en la categoría 2.2 (última categoría del profesionalismo) ascendiendo en 2016 a la 2.1. Adicionalmente, en 2015 y 2016, un día antes de la carrera se corrió el Gran Premio de San Luis Femenino (oficialmente: Gran Prix San Luis Femenino) de 76 km en la categoría UCI 1.2 (última categoría del profesionalismo).

### Palmarés Gran Premio San Luis Femenino
| Año  | Ganadora            | Segunda           | Tercera            |
| ---- | ------------------- | ----------------- | ------------------ |
| 2015 | Hannah Barnes       | Lucienne Ferreira | Clemilda Fernandes |
| 2016 | Małgorzata Jasińska | Coryn Rivera      | Anna Trevisi       |

### Palmarés Tour Femenino de San Luis
| Año  | Ganadora           | Segunda                 | Tercera             |
| ---- | ------------------ | ----------------------- | ------------------- |
| 2014 | Alison Powers      | Fernanda Da Silva Souza | Clemilda Fernandes  |
| 2015 | Jamildes Fernandes | Lauren Stephens         | Ana Paula Polegatch |
| 2016 | Katie Hall         | Małgorzata Jasińska     | Arlenis Sierra      |